# وگداورکوستیس

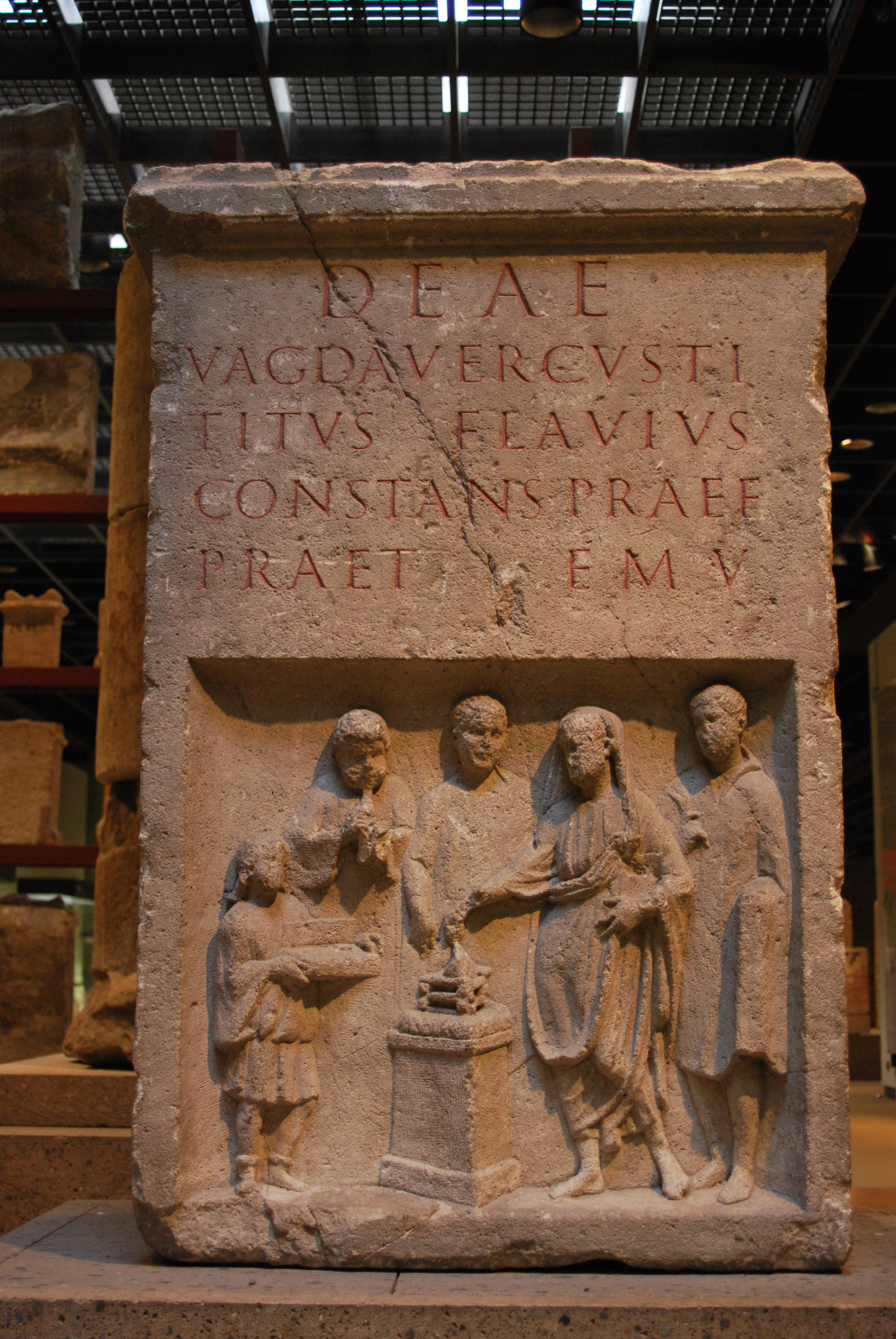
محراب قربانی وگداورکوستیس (Vagdavercustis) تقدیم شده توسط تیتوس فلاویوس کنستانس در کلن ۱۶۵ پس از میلاد

وگداورکوستیس (انگلیسی: Vagdavercustis) یک الهه آلمانی است که از یک سنگ‌نوشته تقدیمی بر روی محراب یافت شده در کلن (Köln)، آلمان شناخته شده‌است. قدمت این سنگ مربوط به قرن دوم میلادی است و اکنون در موزه ای در کلن نگهداری می‌شود.